# Трент (річка, Онтаріо)
Трент (англ. Trent) — річка на південному сході Онтаріо, яка витікає з озера Райс і впадає в затоку Квінті на озері Онтаріо. Ця річка є частиною водного шляху Трент — Северн, який веде до затоки Джорджен-Бей. Довжина річки 90 км. Басейн Тренту займає значну частину південно-центрального Онтаріо, включаючи більшість озер Каварта з їхніми басейнами.
В екосистемі річки проживають численні види птахів, земноводних та риб.
Притоки цієї річки  Кроу та річку Отонабі, яка протікає через місто Пітерборо, Онтаріо. Трентський університет, розташований у Пітерборо, названий на честь річки, і забезпечує університетську освіту в цьому районі.
У 2008 році повідомлялося, що вздовж берегової лінії виявили інвазивний водяний різак. Рослина привезена з Європи. Це звичайна ставкова рослина, продається в садових магазинах. Вона має гостре листя і може викликати проблеми для екосистем через безконтрольне поширення за допомогою безстатевого розмноження.